# Caitlyn Jenner
Caitlyn Marie Jenner (sinh ngày 28 tháng 10 năm 1949 với tên William Bruce Jenner) là một ngôi sao truyền hình người Mỹ. Bà là một người chuyển giới, tên gọi cũ của bà trong hình dáng nam giới là Bruce Jenner. Bà cũng được biết đến với tư cách một cựu vận động viên đoạt huy chương vàng Olympic nội dung 10 môn thể thao phối hợp.
Caitlyn Jenner công khai là người chuyển giới vào tháng 4 năm 2015, sau đó tuyên bố đổi tên từ Bruce thành Caitlyn vào tháng 7 năm 2015 trong một chia sẻ với tờ Vanity Fair. Họ tên và giới tính của bà chính thức được công nhận vào ngày 25 tháng 9 năm 2015.

## Tiểu sử
Caitlyn Jenner sinh ngày 28 tháng 10 năm 1949 dưới tên khai sinh William Bruce Jenner tại Mount Kisco, tiểu bang New York. Cha của bà là ông William Hugh Jenner, mẹ bà là bà Esther Ruth (tên họ thời con gái: McGuire). Từ nhỏ, Caitlyn đã bị mắc chứng khó đọc.

## Đời tư
Trước khi chuyển giới, Jenner đã từng ba lần kết hôn, lần lượt với Chrystie Scott (1972 - 1981), Linda Thompson (1981 - 1986) ,cùng nhau sinh được hai người con trai là Brody Jenner và Brandon Jenner, và Kris Jenner (1991 - 2015). Caitlyn và Kris sinh được hai người con gái là Kendall và Kylie Jenner.
Jenner cũng có 2 người con là con trai cả Burt Jenner và con gái lớn Cassandra Marino chính là hai người con lớn từ cuộc hôn nhân đầu tiên với Chrystie Crownover hay Chrystie Scott.
Jenner có 11 người cháu trai và cháu gái, Eva James Jenner thông qua cậu con trai Brandon Jenner và Leah James Felder, cặp sinh đôi Bo và Sam thông qua Brandon Jenner và Cayley Stoker, Bodhi Burton - William Behr  - Goldie Brooklyn Jenner thông qua Burt Jenner và Valerie Pitalo, Stormi và Aire Webster thông qua Kylie Jenner và Travis Scott, Francesca - Isabella - Luke Marino thông qua Casey Marino, Tia Blanco là bạn gái của Brody Jenner và cũng đang trong quá trình mang thai.